# Arco de Dolabella

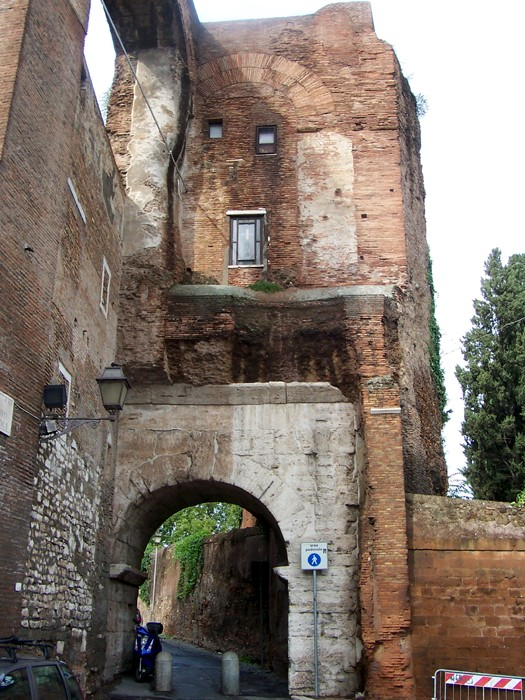
Arco de Dolabella en la actualidad.

El arco de Dolabella, también llamado arco de Dolabella y Silano (en latín, Arcus Dolabellae et Silani), es un antiguo arco romano construido por decreto senatorial en el año 10 por los cónsules Publio Cornelio Dolabela y Cayo Junio Silano.

## Ubicación y características
Es una construcción realizada en travertino y carecía de decoración de relieves escultóricos.
El arco está ubicado en la colina de Celio, en la esquina norte del sitio de la Castra Peregrina. Se extiende por la moderna Via di S. Paolo della Croce, siguiendo la línea del antiguo Clivus Scauri. Su ubicación indica que fue una reconstrucción de una de las puertas de las Murallas servianas, aunque no está del todo confirmado, pudiendo haber sido esta o la porta Querquetulana o la Puerta Celimontana. Aunque este último se considera el original más probable, no hay indicios de que se haya salido de la ciudad por la Celimontana.
La extensión del Aqua Claudia realizada durante el reinado de Nerón hizo uso del arco de Dolabella para la última sección. Su propósito original era probablemente apoyar una rama o bifurcación del Aqua Marcia.